# سفارة السويد في سويسرا
سفارة السويد في سويسرا هي أرفع تمثيل دبلوماسي لدولة السويد لدى سويسرا. تقع السفارة في برن وهي تهدف لتعزيز المصالح السويدية في سويسرا.

## وصلات خارجية
- الموقع الرسمي
- قائمة سفارات السويد
- قائمة السفارات في سويسرا